# 内閣文庫

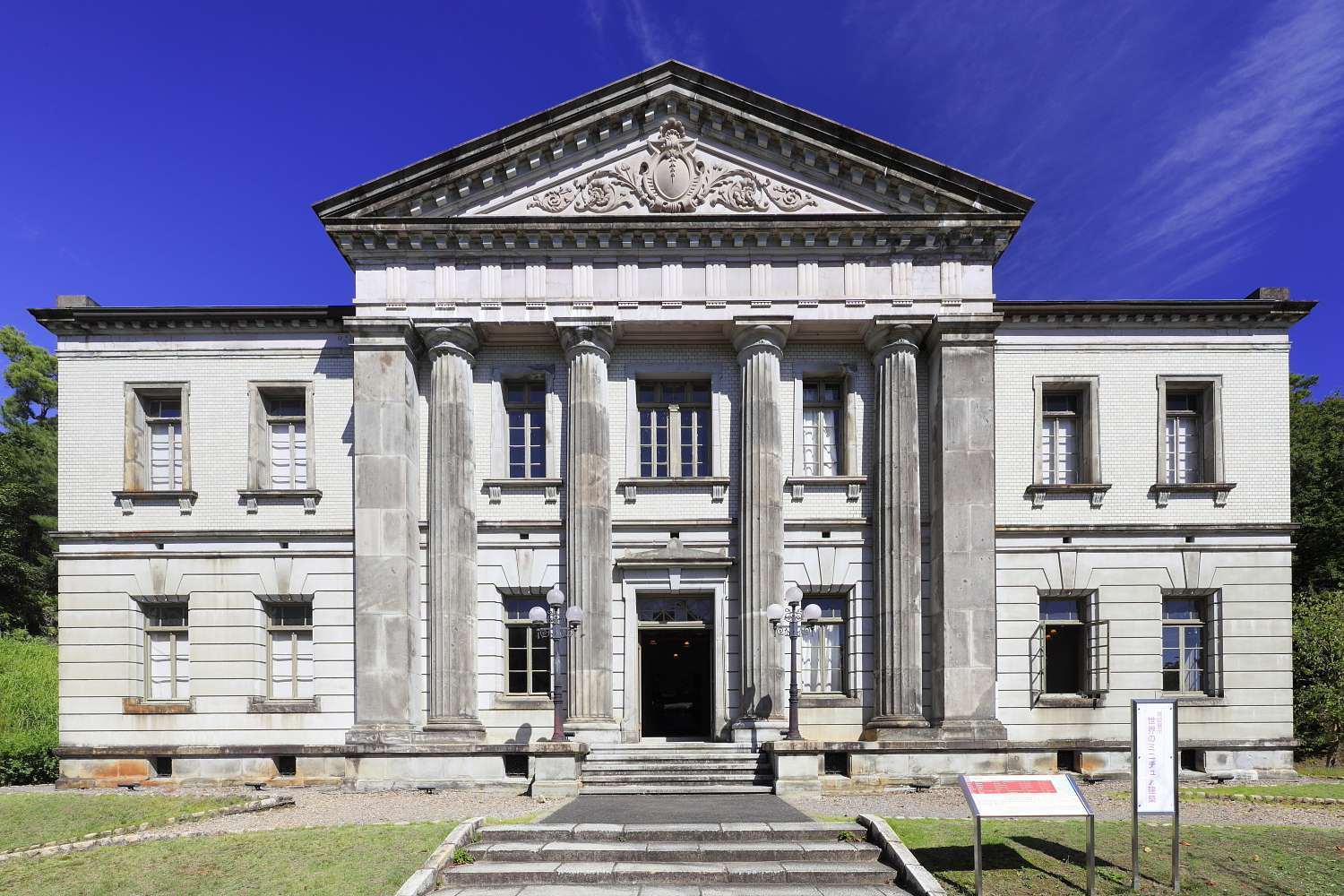
旧内閣文庫本庁舎。博物館明治村に移築されている。

内閣文庫（ないかくぶんこ）は、明治以降内閣によって保管されてきた古書や古文書のコレクションである。現在は内閣府所管の独立行政法人国立公文書館に移管され、同館が所蔵している。江戸幕府から受け継いだ蔵書を中核として、明治政府が収集した各種の資料を加えたもので、貴重な国書や漢籍を多数含み、総冊数は約49万冊にのぼる。
かつては文庫自身が固有の庁舎と専従の職員を抱えて存在していたが、後に新設された国立公文書館に統合されてその一課となり、現在では組織単位としても廃止された。このため内閣文庫の名は現在国立公文書館所蔵のコレクションの名前として存続しているのみである。

## 沿革
内閣文庫の組織的な起源は、1873年に太政官に図書掛が置かれ、太政官所管の図書を管理させたのに始まる。その後1884年、太政官は太政官文庫の設立を政府の各官庁に通達し、政府が所有する和書や洋書などの図書一切を太政官直轄で収集、管理させることとし、文書局記録課に所管させた。太政官文庫は官庁の執務参考用図書を一元的に管理する政府の専門図書館を設立の目的としていたが、政府の所有する図書を集中して移管させたために、旧幕府引継ぎの紅葉山文庫本をはじめ、和漢洋の貴重な図書の一大コレクションとしての性格も帯びることになった。
1885年、内閣制度の発足により太政官は内閣に移行し、文庫の名称も内閣文庫と改称された。書庫は狭隘や天災による損傷のため転々としたが、1911年に皇居大手門内に煉瓦建の書庫が新築され、大手門内に移転した。この間に政府の蔵書を一元的に保管する理念は次第に形骸化して、各官庁はもっぱら執務に用いなくなった古い本だけを内閣文庫に移管するのみとなり、官庁の中央参考図書館としての利用は後退したが、政府各機関の職員だけではなく一般の研究者に対しても閲覧が許されるようになり、学術研究図書館として利用され始めた。
内閣文庫を所管する組織は内閣直属の機関の中で変遷を経たが、内閣官房総務課を経て戦後は総理庁（のち総理府）大臣官房総務課に移された。1948年には国立国会図書館の支部図書館となり、官房総務課の所掌のまま総務課長と別に国立国会図書館支部内閣文庫長が任命されることとなった。1957年8月1日、総理府本府組織令の改正に伴い、内閣文庫は官房総務課から分離独立、内閣文庫長は総理府組織上の課長級職になった。
1971年、国立公文書館が総理府所管の施設等機関として発足したのに伴い内閣文庫は同館の組織を構成する1課となり、北の丸公園に建設された同館庁舎に移転した。
2001年1月、中央省庁再編により、総理府の内閣文庫と経済企画庁図書館は国立国会図書館支部内閣府図書館に統合され、引き続き国立公文書館内閣文庫がこれを所管した。
2001年4月、独立行政法人国立公文書館の発足によって内閣文庫は国から独立行政法人へと移管され、内閣府本府に移管された内閣府図書館と分離した。また、国立公文書館は独法化に際し、資料部門が公文書課、内閣文庫と資料別に2課に分かれていた業務の構成を見直し、公文書課と内閣文庫の2課を統合して業務課としたので、これに伴って内閣文庫は組織上の単位の名称としては消滅することになった。

## コレクションの概要
国立公文書館が所蔵する内閣文庫本約49万冊の内訳は、和書約28万冊、漢籍約18万冊及び洋書その他からなる。これらは国立公文書館で保存され、一般の利用に供されている。
和漢書は江戸幕府の蔵書である紅葉山文庫本に昌平坂学問所本、和学講談所本、医学館本などを加えた旧幕府各文庫の蔵書を中心としており、歴史・文学などの図書が中心である。洋書は各官庁が近代化政策のための参考資料として収集した図書類で、法律、政治などの社会科学書が中心である。
また古文書類は旧幕府引継ぎの日記、国絵図、郷帳、城絵図などの記録類に加え、明治期以降に政府によって収集された東大寺文書、大乗院文書や各種の公家や武家文書が含まれる。
これらの古書、古文書の中には重要文化財に指定されたものも多い（指定文化財の一覧は国立公文書館の項目を参照）。
現在、国立公文書館はデジタルアーカイブの構築を進めており、2005年4月に公開された「国立公文書館デジタルアーカイブ」により、内閣文庫の和書漢籍約43万冊はインターネット上で目録情報を検索できるようになった。また、重要文化財「天保国絵図」など124点は同じくデジタル・ギャラリーにおいて高画質の画像が提供されている。

## 旧内閣文庫庁舎

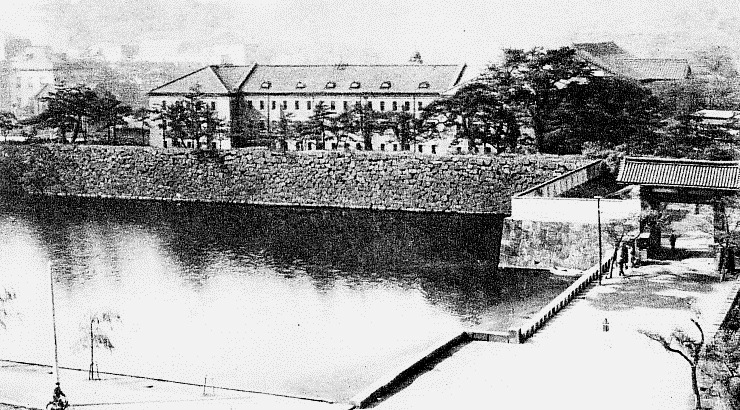
旧内閣文庫庁舎（1950年代）

国立公文書館に統合される以前、1911年から1971年まで半世紀以上に亙り内閣文庫が使用していた皇居大手門内の庁舎は、現在愛知県犬山市の博物館明治村に移設され、保存されている。
旧内閣文庫の庁舎は2階建ての事務棟（本庁舎）とその背後に立つ3階建ての書庫棟からなっており、明治村に移築されたのはこのうちの本庁舎である。この建物は国会議事堂の建築で知られる大熊喜邦の設計によるもので、構造は煉瓦・石造建築で、正面中央に4本の円柱を用いて古代ギリシア・ローマの神殿風の外観に整えられたルネサンス様式の意匠をもつ。
1971年10月に国立公文書館内閣文庫が北の丸公園の公文書館庁舎に移転した後は長らく使用されずに放置されていたが、1984年になって解体された。この際、本庁舎部分のみが明治村に移築されて保存されることになり、1990年から一般に公開されている。なお、跡地には皇宮警察学校が建てられていたが令和４年に解体された。